# Eternal Pyre
Eternal Pyre – trzeci minialbum amerykańskiej grupy muzycznej Slayer. Wydany został 6 czerwca 2006 roku przez American Recordings.

## Lista utworów
Opracowano na podstawie materiału źródłowego.
| Nr | Tytuł utworu                                        | Słowa                    | Muzyka        | Długość |
| -- | --------------------------------------------------- | ------------------------ | ------------- | ------- |
| 1. | „Cult”                                              | Kerry King               | Kerry King    | 04:40   |
| 2. | „War Ensemble” (live video)                         | Tom Araya, Jeff Hanneman | Jeff Hanneman | 05:59   |
| 3. | „Slayer - In the Studio, Behind the Scenes” (video) |                          |               | 01:34   |
|    |                                                     |                          |               | 12:13   |

## Twórcy
Opracowano na podstawie materiału źródłowego.
| Zespół Slayer w składzie - Tom Araya - gitara basowa, śpiew - Jeff Hanneman - gitara elektryczna - Kerry King - gitara elektryczna - Dave Lombardo - perkusja |  | Inni - Marc Schettler - miksowanie (wideo) - Frank Machel - montaż (wideo) - John Sherwood - produkcja (wideo) - Matthias Mirke - produkcja (wideo) - Kevin Estrada - reżyseria (wideo) - Ryan Williams - miksowanie - Vlado Meller - mastering - Rick Rubin - producent wykonawczy - John Ewing Jr - inżynieria dźwięku - Josh Abraham - produkcja muzyczna, miksowanie - t42design - design |

## Listy sprzedaży
| Lista                   | Kraj       | Pozycja |
| ----------------------- | ---------- | ------- |
| Suomen virallinen lista | Finlandia  | 2       |
| Media Control Charts    | Niemcy     | 3       |
| Sverigetopplistan       | Szwecja    | 48      |
| Schweizer Hitparade     | Szwajcaria | 88      |
| Tracklisten             | Dania      | 3       |